# 2005年ダッカ縫製工場崩壊事故
2005年ダッカ縫製工場崩壊事故（2005ねんダッカほうせいこうじょうほうかいじこ）は、2005年4月11日にバングラデシュ・ダッカ県サバール郡で9階建てのスペクトラム縫製工場が崩壊した事故。
1階に設置されていたボイラーの爆発が原因であったものの、工場の建物自体が湿地帯にも関わらず十分な耐震性が無かったことが判明。またオーナーのシャリアール・サイード・フサインの妻が高等法院の裁判官であったことから、建築認可などで不正があったと疑われていた。カレダ・ジア首相は事故を受けて建築の安全性に関するタスクフォースを立ち上げたものの、それにも関わらず8年後に同じサバールでラナ・プラザ崩落事故が発生し大勢の犠牲者を出すことになった。